# Olvan
Olvan är en kommun i Spanien.   Den ligger i provinsen Província de Barcelona och regionen Katalonien, i den östra delen av landet, 500 km öster om huvudstaden Madrid. Antalet invånare är 892. Arean är 36 kvadratkilometer. Olvan gränsar till Cercs, La Quar, Sagàs, Puig-reig, Gironella, Avià, Berga och Casserres. 
Terrängen i Olvan är kuperad åt nordost, men åt sydväst är den platt.